# Conseil de discernement de l'intérêt supérieur du régime
Le Conseil de discernement de l'intérêt supérieur du régime abrégé en Conseil de discernement (en persan : مجمع تشخیص مصلحت نظام) est une institution iranienne créée en 1988 par l'ayatollah Khomeini, qui s'apparente à un conseil d'État. 

## Fonction
Il arbitre les litiges entre le Parlement (Majles), l'Assemblée des experts et le Conseil des gardiens de la Constitution et dispose du droit d'édicter des solutions législatives pour les cas les plus graves.

## Composition
Composé de six membres religieux du Conseil des gardiens de la Constitution, des chefs des pouvoirs législatifs, judiciaires et exécutif (président de la République), du ministre concerné par l'ordre du jour auxquels s'ajoute une dizaine d'autres personnalités, toutes nommées par le Guide.
En 2021, le conseil de discernement de l'intérêt supérieur du régime compte 39 membres.

## Membres

### Président
L'ayatollah Hachemi Rafsandjani en est le président d'octobre 1989 à sa mort en janvier 2017. Rafsandjani est ensuite remplacé par l'ayatollah Mahmoud Hashemi Shahroudi après plusieurs mois de négociations mais celui-ci souffre d'un cancer et ne siège que très peu. Shahroudi meurt le 24 décembre 2018, et le Guide de la Révolution, Ali Khamenei, nomme Sadeq Larijani à la présidence du conseil le 30 décembre 2018.
| № | Président (Naiss–Mort)                | Image | Début de fonction | Fin de fonction  | Parti politique                                                              |
| - | ------------------------------------- | ----- | ----------------- | ---------------- | ---------------------------------------------------------------------------- |
| 1 | Ali Khamenei (né en 1939)             |       | 7 février 1988    | 4 juin 1989      | Parti de la république islamique Association du clergé militant              |
| 2 | Hachemi Rafsandjani (1934–2017)       |       | 4 octobre 1989    | 8 janvier 2017   | Association du clergé militant                                               |
| 3 | Mahmoud Hashemi Shahroudi (1948–2018) |       | 14 août 2017      | 24 décembre 2018 | Société des enseignants des séminaires de Qom                                |
| 4 | Sadeq Larijani (né en 1961)           |       | 30 décembre 2018  |                  | Société des enseignants des séminaires de Qom Association du clergé militant |

### Secrétaire général
Du 9 septembre 1997 au 19 septembre 2021, son secrétaire général est Mohsen Rezaï. Il est remplacé à cette date par Mohammad Bagher Zolghadr.